# Метилфенидат
Метилфенидатът е лекарство, което се използва за лечение на хиперкинетично разстройство с нарушение на вниманието и нарколепсия.

## История
Метилфенидатът е синтезиран за първи път през 1944 г. от химика Леандро Паницон в Базел. Както често се е практикувало тогава, той бърза да изпробва лекарството върху първия човек, за когото се сети, а именно съпругата си Маргьорит. Не отнема много време да се проявят и ефектите.
Оказва се, че препаратът въздейства на нервната система и подобрява концентрацията. След като е патентован и пуснат на пазара, се открива, че помага изключително много на деца, страдащи от синдрома на дефицит на вниманието и хиперактивност. Първоначално приеман само при най-тежките случаи, метилфенидатът показва отлични резултати. Впоследствие употребата му нараства. В края на 90-те години на XX век се появяват противоречия – някои твърдят, че като страничен ефект се проявява забавяне на растежа, развиване на зависимости, сърдечносъдови проблеми и други.